# استیون مک‌هتی
استیون مک‌هتی (به انگلیسی: Stephen McHattie) (زادهٔ ۳ فوریهٔ ۱۹۴۷) بازیگر کانادایی است.
از فیلم‌های معروف او می‌توان به بازی در فیلم شاید فردایی در کار نباشد، پلیس بورلی هیلز ۳، جرونیمو: یک افسانه آمریکایی، میثاق، متولد رنگ آبی، جن‌زده، همه کلاه، گری لیدی غرق شد و عامل نفوذی اشاره کرد.